# Antoine François Prévost

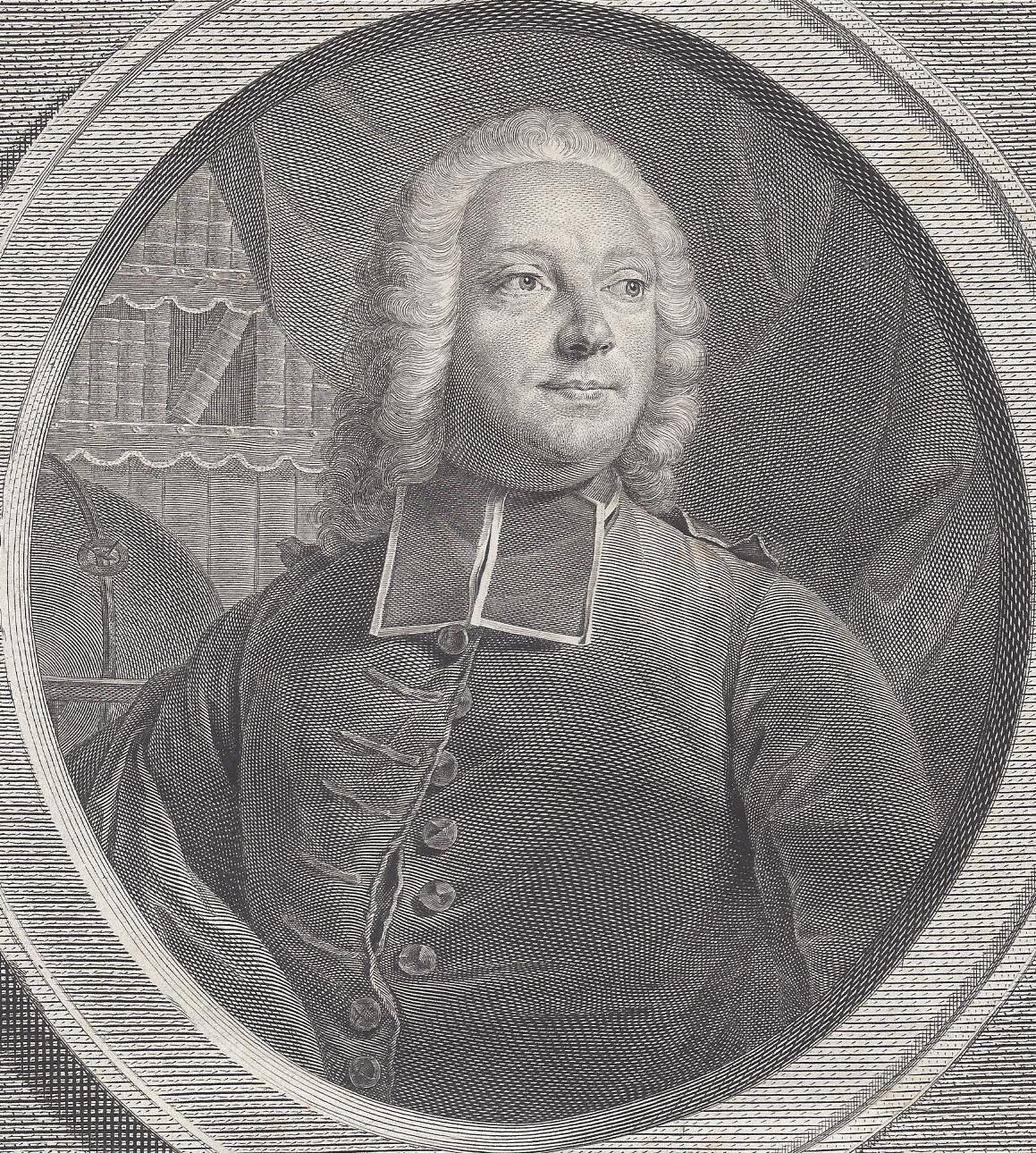
Portretgravure uit 1745 door Georg Friedrich Schmidt (detail)

Antoine François Prévost, met een eigen toevoeging d'Exiles of korter Abbé Prévost (Hesdin, 1 april 1697 – Courteuil, 23 november 1763) was een Frans geestelijke, schrijver, journalist, vertaler en historicus. Doorheen zijn avontuurlijke leven toonde hij zich een uitermate productief auteur. Hij had de niet-evidente beslissing genomen van zijn pen te leven en doorspekte zijn werk met zoveel autobiografische toespelingen, dat soms van autofictie kan worden gesproken. De korte zedenroman Manon Lescaut, over een noodlottige liefde, is een klassieker.

## Leven
De biografen van Prévost kampen met een schaarste aan bronnen en vooral met een grote legendevorming, die hij trouwens zelf mee in de hand heeft gewerkt door de Apologie waarmee hij zich in 1734 verdedigde tegen aantijgingen in de pers. Zijn vader Liévin Prévost was een advocaat en procureur in de provincie. Hij liet zijn oudste zonen Liévin en Antoine school lopen in het kleine seminarie van Hesdin. Allicht bestemde hij hen voor een kerkelijke carrière. In 1711 verloor Antoine op jonge leeftijd eerst zijn zus Thérèse en dan zijn moeder Marie aan ziekte. Vóór ook zijn zonen besmet zouden raken, liet vader Liévin hen hun middelbare studies voltooien aan het Collège d'Harcourt in Parijs. In oktober 1712 begonnen ze aan het noviciaat van de jezuïeten.
Maar Prévost lijkt er weinig zin in te hebben gehad en brak deze tweejarige studie begin 1713 af om dienst te nemen in het leger. Doordat de Spaanse Successieoorlog net op zijn einde begon te lopen, zal hij weinig actie hebben gezien en tegen 1714 keerde hij terug naar het noviciaat, dat hij nu echt aanvatte. Doch opnieuw bleek het een valse start: de zeventienjarige werd door de jezuïeten betrapt op literaire ambities van profane aard, met ontslag tot gevolg. Hij vertrok naar Rome om gratie te vragen aan de generaal-overste van de sociëteit. Onderweg kwam hij een kapitein tegen die hem weer inschreef in het leger, maar hij deserteerde en vluchtte naar de Nederland. Dankzij de amnestie afgekondigd door regent Filips van Orléans kon hij in 1716 terugkeren. Het kan bijna niet anders dan dat de regent er ook voor zorgde dat hij bij hoge uitzondering voor een derde keer als novice bij de jezuïeten kon beginnen, in het college van La Flèche. Nog vóór het eind van 1718 gaf hij er de brui aan en koos hij voor deelname als officierskandidaat aan de Frans-Spaanse oorlog. Maar ook deze Catalaanse campagne eindigde spoedig en zonder glorie. De hoop op een militaire shortcut naar adeldom was verzwonden.
Verbrand bij de jezuïeten en onvervuld door de militaire wereld, klopte Prévost in 1720 aan bij de benedictijnen. Hij mocht als novice beginnen in de abdij van Jumièges, die behoorde tot de strenge strekking der mauristen. Hoewel zijn beweegredenen niet meer te kennen zijn, zijn er aanwijzingen van onfrisse zaken waardoor hij niet langer op de steun van zijn familie kon rekenen en moest vrezen voor de gevangenis. Op 21 november 1721 legde hij de kloostergeloften af. Nochtans wijst alles erop dat hij niet droomde van armoede, kuisheid en gehoorzaamheid, maar van rijkdom, vrouwen en onafhankelijkheid. Zijn literaire ambities waren springlevend en werden in zekere mate ondersteund door de mauristen. Ze wezen de jonge profes toe aan de abdij van Saint-Ouen in Rouen om te worden opgeleid door de erudiete abt Dom Charles de La Rue. In die periode werkte Prévost aan zijn eerste roman Aventures de Pomponius. Aan een allegorisch eerste deel van onbekende oorsprong voegde hij een satirisch tweede deel toe, waarin hij de jezuïeten en diverse tijdgenoten op de korrel nam. Het was een sleutelroman die anoniem verscheen.
Toch vond Prévost zijn plaats niet bij de mauristen. In 1726 tot priester gewijd, gooide hij twee jaar later zijn kap over de haag. Zijn overste reageerde door een lettre de cachet tegen hem te doen uitvaardigen, waaruit we zijn persoonsbeschrijving kennen: "matig van lengte, blond, blauwe en wijde ogen, blozend en vol gezicht". De gevluchte monnik maakte de oversteek naar Engeland, waarvoor hij betaald kan hebben met het geld voor het vierde deel van de Mémoires d'un homme de qualité, dat hij net bij de uitgever had ingediend. In Londen bekeerde hij zich tot het anglicanisme en leerde hij Engels. Sir John Eyles () nam hem in dienst als huisleraar om Frans te onderwijzen aan zijn zoon Francis en zijn dochter Mary, maar hij was not amused toen de leerlinge viel voor de leraar en zover ging een huwelijksbelofte uit te spreken. Eyles greep kordaat in: Prévost werd in der minne bedankt en Mary werd inderhaast uitgehuwelijkt. Nu ging Prévost naar Nederland, een land dat hij kende en waar hij geen gebrek zou hebben aan uitgevers.
Prévost besloot voor het eerst van zijn pen te leven. Hij nam contact op met uitgevers die hij kende in Den Haag en Utrecht, en aarzelde niet ze tegen elkaar uit te spelen. In december 1730 sloot hij in Amsterdam (hij verbleef in een hotel op de Nes) een contract met Étienne Néaulme voor wat zijn romanreeks Cleveland zou worden. Vermoedelijk vormde zijn amourette met Mary het vertrekpunt voor dit werk. In 1731 publiceerde hij het vijfde en zesde deel van de Mémoires d'un homme de qualité, nog datzelfde jaar gevolgd door een zevende deel dat er slechts losjes mee verband hield: L'Histoire du chevalier des Grieux et de Manon Lescaut. Hierin was alweer een volgende liefde van de auteur verwerkt met de Haagse courtisane Lenki Eckhardt. Hij moet haar als een Cleopatra hebben gezien en ging zichzelf Marc Antoine d'Exiles noemen, verwijzend naar Marcus Antonius en ballingschap. Tegelijk werkte hij aan een vertaling uit het Latijn van de memoires van de samenzweerder François-Auguste de Thou. Hoe productief Prévost ook was, hij had de neiging zoveel contracten te ondertekenen en voorschotten te incasseren, dat hij niet alles op tijd kon leveren. Op 17 januari 1733 zou hij dan ook in Den Haag failliet worden verklaard, maar toen was hij alweer elders.
Onder druk van de schulden die hij en Lenki hadden opgebouwd, waren ze naar Londen gevlucht. Daar deed Prévost een beroep op zijn vriend François Didot om de eenmansperiodiek Le Pour et le Contre uit te geven, naar het voorbeeld van The Spectator. Het weekblad was bedoeld voor een Frans publiek en wilde inspelen op de ontwakende belangstelling voor Engeland. Toen het erop begon te lijken dat hij met zijn zelfvertrouwen het verleden had kunnen afschudden, overspeelde Prévost zijn hand. In december 1733 trok hij een valse wissel op zijn voormalige pupil Francis Eyles, die klacht indiende. Prévost verdween enkele dagen in Newgate Prison en mocht Eyles danken dat hij zijn klacht niet doordreef, want het was een misdrijf waarop sinds kort de doodstraf stond. Eerloos en geruïneerd moest hij Engeland verlaten.
In januari 1734 keerde Prévost clandestien terug naar Frankrijk, dat nog maar weinig of geen nieuws had ontvangen over zijn Nederlandse en Engelse uitspattingen. Toen er toch berichten kwamen tegen zijn persoon, verdedigde hij zich met een Apologie in Le Pour et le Contre. Vanuit een schuilplaats legde hij contact met de mauristen en onderhandelde hij zijn reïntegratie. De paus vergaf hem zijn afvalligheid van het katholieke geloof en verleende toestemming voor een verkort tweede noviciaat (1735). Dit vervulde hij in de Normandische abdij van La Croix-Saint-Leufroy. Verder publiceren was blijkbaar geen bezwaar: naast Le Pour et le Contre verschenen in 1735 de eerste delen van de roman Le Doyen de Killérine. Na zijn noviciaat werd Prévost aalmoezenier bij prins Lodewijk Frans I van Bourbon-Conti in Parijs. In diens huis schreef hij de laatste delen van de Cleveland en van de Doyen de Killérine, alsook de twintigste en laatste bundel van Le Pour et le Contre. Daarna specialiseerde hij zich in romanachtige geschiedenisboeken, biografieën en reisverhalen. 
Verder begon Prévost veel te vertalen uit het Engels. In 1746 vatte hij de reeks Histoire générale des Voyages aan, eerst als vertaler en daarna als auteur. Hij stopte na deel 15; de laatste vijf delen verschenen postuum door anderen. De sentimentele romans uit Engeland konden rekenen op zijn belangstelling: van Samuel Richardson bracht hij de Lettres anglaises, ou Histoire de Miss Clarisse Harlowe (1751) en Nouvelles lettres anglaises, ou Histoire du chevalier Grandisson (1755). In 1753 publiceerde hij een licht herziene en gemoraliseerde versie van Manon Lescaut.
Hij stierf op 66-jarige leeftijd aan een slagaderbreuk.

## Publicaties
- Les Aventures de Pomponius, chevalier romain, ou l'histoire de notre temps (1724)
- Mémoires et aventures d'un homme de qualité qui s'est retiré du monde, 7 dln. (1728-1731, herzien 1756)
  - Histoire du chevalier des Grieux et de Manon Lescaut (1731, herzien 1742, 1753 en 1756)
- Le Philosophe anglais ou Histoire de M. Cleveland, fils naturel de Cromwell (1731-1739)
- Le Pour et Contre, periodiek (1733-1740)
- Le Doyen de Killerine (1735-1740)
- Histoire d'une Grecque moderne (1740)
- Voyages du capitaine Robert Lade en différentes parties de l'Afrique, de l'Asie et de l'Amérique (1744)
- Histoire générale des voyages, 15 dln. (1746-1759), postuum verdergezet
- Histoire de Marguerite d'Anjou (1740)
- Mémoires pour servir à l'histoire de Malte (1741)
- Campagnes philosophiques ou Mémoires de M. de Montcal (1741)
- Pamela ou la Vertu récompensée (1741), vertaling van Samuel Richardson
- Histoire de Guillaume le Conquérant, duc de Normandie et roi d'Angleterre (1742)
- Manuel lexique ou dictionnaire portatif des mots François (1750)
- Lettres anglaises ou Histoire de Miss Clarisse Harlovie (1751), vertaling van Samuel Richardson
- Histoire du chevalier Grandisson, 4 dln. (1755-1759), vertaling van Samuel Richardson
- Histoire de la maison de Stuart (1760), vertaling uit de History of England van David Hume
- Le Monde moral ou Mémoires pour servir à l'histoire du cœur humain, 4 dln. (1760-1764)
- Mémoires pour servir à l'histoire de la vertu (1762), vertaling van de Memoirs of Sidney Diddulph van Frances Sheridan
- Almoran et Hamet (1763), vertaling van John Hawkesworth
- Lettres de Mentor (1764)

## Voetnoten
1. ↑  Sgard 2013, p. 7, 102
2. ↑  Sgard 2013, p. 2-4
3. ↑  Sgard 2013, p. 27
4. ↑  Sgard 2013, p. 36
5. ↑  Sgard 2013, p. 40
6. ↑  Sgard 2013, p. 41
7. ↑  Sgard 2013, p. 57
8. ↑  Sgard 2013, p. 7
9. ↑  Sgard 2013, p. 96-97